# تیپ ۲ کارملی
تیپ ۲ کارملی (انگلیسی: Carmeli Brigade) یا تیپ کارملی تیپ پیاده‌نظام نیروی زمینی اسرائیل و تحت امر فرماندهی شمالی است، که در سال ۱۹۴۸ تأسیس شد.
این تیپ در ۲۲ فوریه ۱۹۴۸، در طول جنگ اعراب و اسرائیل در سال ۱۹۴۸، زمانی که تیپ لوانونی در جلیله به تیپ ۱ گولانی و تیپ ۲ کارملی تقسیم شد، تشکیل گردید. در روزهای اولیه، این تیپ کنترل سه گردان ۲۱، ۲۲ و ۲۳ را به دست گرفت، اگرچه بعداً در طول جنگ، گردان ۲۴ نیز تأسیس شد. از آن زمان، این تیپ در تمام جنگ‌های بزرگ اسرائیل و تقریباً در تمام عملیات‌های مهم شرکت داشته است.
تیپ ۲ کارملی در جنگ عرب‌ها و اسرائیل، جنگ شش‌روزه، جنگ یوم کیپور، جنگ ۱۹۸۲ لبنان، جنگ اسرائیل و لبنان (۲۰۰۶) و نبرد ۲۰۱۴ اسرائیل و غزه حضور داشت.